# SPECTRE
Pour les articles homonymes, voir Spectre.
Pour le 24e film de James Bond, voir 007 Spectre.
Le SPECTRE (Service Pour l'Espionnage, le Contre-espionnage, le Terrorisme, la Rétorsion et l'Extorsion) est une organisation criminelle fictive secrète et internationale fondée par Ernst Stavro Blofeld dans les romans et films de James Bond. Le SPECTRE vise à dominer le monde tout en recherchant le profit.

## Histoire

### Dans les romans
Le SPECTRE est inspiré du SMERSH, organisation secrète soviétique dissoute au lendemain de la Seconde Guerre mondiale, que l'auteur cite dans ses premiers romans mais qu'il abandonne par la suite pour rester dans la fiction. Son siège social fictif se situe au 136 boulevard Haussmann à Paris, sous la couverture d'une organisation soutenant les victimes de la Seconde Guerre mondiale.
Ses buts sont essentiellement la recherche de profits privés et la domination du monde. Elle n'affiche aucune idéologie politique ni philosophique et loue ses services sans aucune discrimination : « sur le marché de la mort, le SPECTRE est totalement impartial » affirme son chef, Ernst Stavro Blofeld. Ses domaines d'action sont très divers et son sigle n'en fournit que quelques-unes, la vente d'armes et les interventions comme conseillers criminels ou terroristes constituant aussi une part importante de ses revenus.
Dans les romans de James Bond par Ian Fleming, le SPECTRE apparaît dans Opération Tonnerre. On retrouve son chef dans les deux livres suivants, Au service secret de Sa Majesté et On ne vit que deux fois à la fin duquel James Bond tue Ernst Stavro Blofeld. Il est également mentionné dans Motel 007.
John Gardner fait resurgir l'organisation dans Mission particulière, où le SPECTRE est dirigé par Nena Blofeld, la fille de son fondateur. Il redonne aussi vie au groupe terroriste dans ses romans Une question d'honneur et Nobody Lives For Ever avec comme nouveau chef Tamil Rahani.

## Dans les films

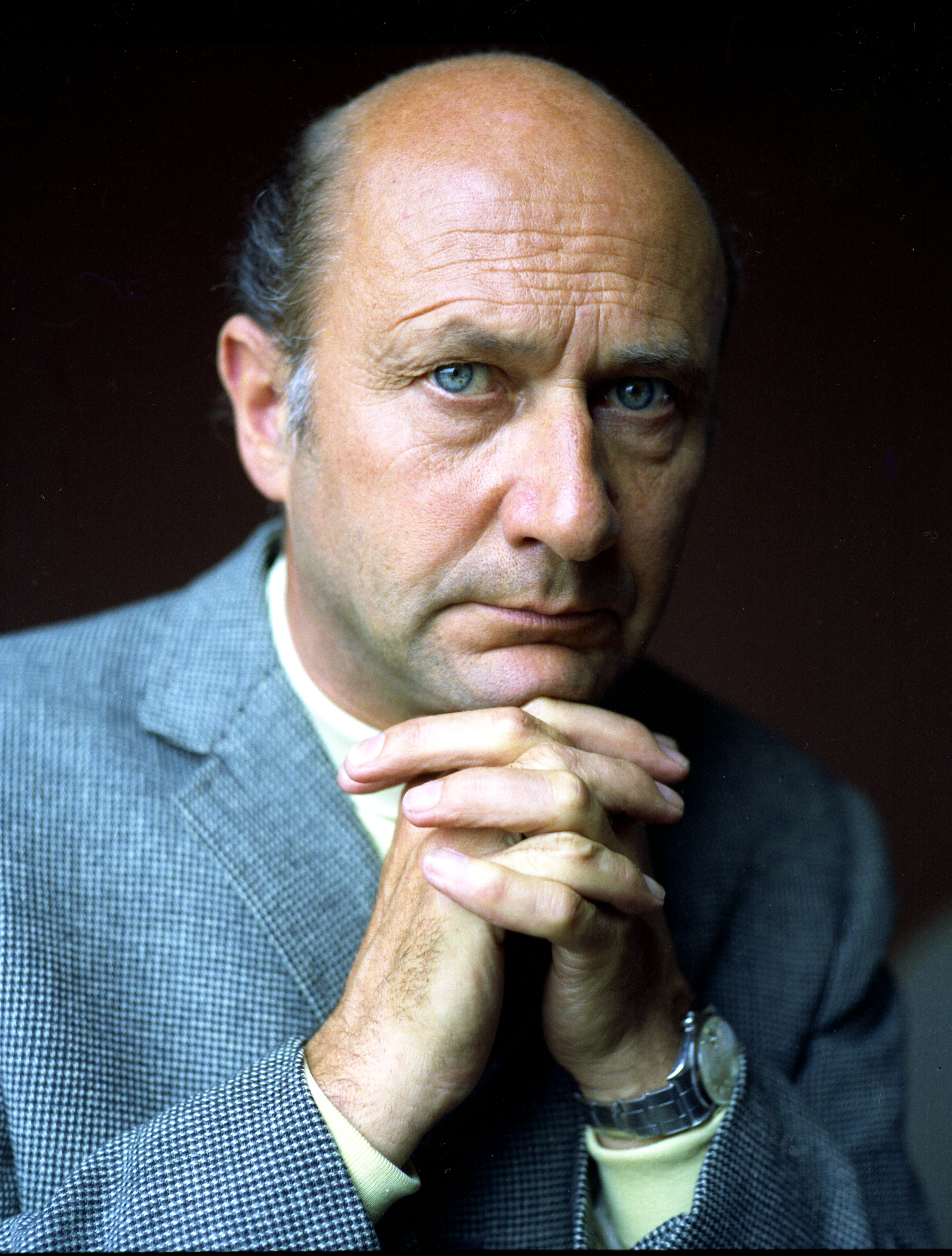
Donald Pleasence, le Blofeld de On ne vit que deux fois (1967).

### Série originale
Au cinéma, le SPECTRE tire les ficelles dans James Bond 007 contre Dr No et Bons baisers de Russie. L'organisation est ensuite le principal ennemi de James Bond dans Opération Tonnerre, On ne vit que deux fois, Au service secret de Sa Majesté, Les diamants sont éternels et Jamais plus jamais. 
Dans les films sortis pendant la guerre froide, il apparaît que le SPECTRE, en plus de la recherche du profit, a pour but la domination du monde après avoir affaibli les deux superpuissances de l'époque : l'URSS et les États-Unis.
À l'exception d'Auric Goldfinger et de ses hommes, tous les ennemis de Bond de la première époque sont membres de cette organisation (à l’époque où Bond était incarné par les acteurs Sean Connery et George Lazenby) .
Blofeld, bien que n'étant pas explicitement nommé, fait une apparition en fauteuil roulant dans le pré générique de Rien que pour vos yeux, où il essaie d'éliminer James Bond à l'aide d'un hélicoptère télécommandé, avant d'être enfin tué par celui-ci dans une chute.

#### Hiérarchie originale
Les dirigeants du SPECTRE portent chacun un numéro significatif de leur hiérarchie au sein de l'organisation.
| Numéro | Nom                    | Fonction                                 | Film | Statut                                                                          | Interprète |
| ------ | ---------------------- | ---------------------------------------- | --- | ------------------------------------------------------------------------------- | --- |
| 1      | Ernst Stavro Blofeld   | Leader                                   | Bons baisers de Russie Opération Tonnerre On ne vit que deux fois Au service secret de Sa Majesté Les diamants sont éternels Rien que pour vos yeux | Tué par James Bond                                                              | Anthony Dawson (physique) et Eric Pohlmann (voix) (Bons baisers de Russie et Opération Tonnerre) Donald Pleasence (On ne vit que deux fois) Telly Savalas (Au service secret de Sa Majesté) Charles Gray (Les diamants sont éternels) John Hollis (physique) et Robert Rietty (voix) (Rien que pour vos yeux) |
| 2      | Emilio Largo           | Command en second et chef de l'extorsion | Opération Tonnerre | Tué par Dominique « Domino » Derval                                             | Adolfo Celi (physique) et Robert Rietty (voix) |
| 2      | Mr Osato (présumé)     | Industriel                               | On ne vit que deux fois | Tué par Blofeld pour avoir échoué                                               | Teru Shimada |
| 3      | Rosa Klebb             | Bourreau en chef                         | Bons baisers de Russie | Tuée par Tatiana « Tania » Romanova                                             | Lotte Lenya |
| 3      | Non identifié          | Lieutenant de Blofeld                    | On ne vit que deux fois | Décédé                                                                          | Burt Kwouk |
| 4      | Non identifié          | Lieutenant de Blofeld                    | On ne vit que deux fois | Présumé décédé                                                                  | Michael Chow (physique) et Frazer Hines (voix) |
| 5      | Tov Kronsteen          | Stratège                                 | Bons baisers de Russie | Tué par Morzeny                                                                 | Vladek Sheybal |
| 5      | Non identifié          | Membre du conseil d'administration       | Opération Tonnerre | Vivant                                                                          | Philip Stone |
| 6      | Jacques Bouvard        | Conseiller militaire                     | Opération Tonnerre | Tué par James Bond                                                              | Bob Simmons |
| 7      | Non identifié          | Membre du conseil d'administration       | Opération Tonnerre | Vivant                                                                          | Cecil Cheng |
| 8      | Dr. Julius No          | Scientifique                             | James Bond 007 contre Dr No | Tué par James Bond                                                              | Joseph Wiseman |
| 9      | Non identifié          | Membre du conseil d'administration       | Opération Tonnerre | Électrocuté par Blofeld pour détournement de fonds                              | Clive Cazes |
| 10     | Non identifié          | Membre du conseil d'administration       | Opération Tonnerre | Vivant                                                                          | André Maranne |
| 11     | Non identifié          | Membre du conseil d'administration       | Opération Tonnerre | Inconnu                                                                         | Murray Kash |
| 11     | Helga Brandt           | Tueuse                                   | On ne vit que deux fois | Dévorée vivante par les piranhas de Blofeld pour avoir échoué à tuer James Bond | Karin Dor |
| 12     | Fiona Volpe (présumée) | Tueuse                                   | Opération Tonnerre | Abattue accidentellement                                                        | Luciana Paluzzi |

### Sériereboot

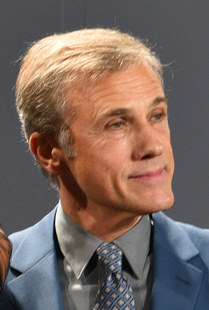
Christoph Waltz, le Blofeld de Spectre (2015) et Mourir peut attendre (2021).

Il est révélé dans 007 Spectre que Quantum, une organisation évoquée dans Casino Royale puis dans Quantum of Solace, est en réalité liée au SPECTRE.
Au sein du consortium, on trouve également Raoul Silva, un ancien agent du MI6 devenu cyber-terroriste, ou encore le tueur à gages Patrice, tous deux apparus dans Skyfall ainsi que Marco Sciarra et Mr. Hinx du film 007 SPECTRE. Tous les méchants de l'ère Daniel Craig y sont en vérité affiliés.
Les membres du SPECTRE (dont Blofeld) sont totalement éliminés par Lyutsifer Safin à l'aide d'un virus sélectif dans le film Mourir peut attendre.

### Membres de Quantum
Représentants
- Le Chiffre (Casino Royale)
  - C'est un banquier véreux qui a mis au point un plan pour toucher le pactole en bourse : avec l'argent de ses clients il tente de faire des plus-values en organisant la destruction du Skyfleet, un prototype du plus gros avion du monde. Mais James Bond déjoue la machination et place Le Chiffre dans une position plus que délicate. Ce dernier se retrouve avec une dette de 100 000 000 $ appartenant à Steven Obanno, un chef de guerre à l'allure très peu sympathique. Pour se sortir de ce mauvais pas et récupérer l'argent perdu, Le Chiffre, champion de poker et véritable as des probabilités, organise une partie de Poker Hold'em No-Limit. À la suite de son échec face à Bond, il est tué par Mr. White.
- Dominic Greene (Quantum of Solace)
  - Directeur de Greene Planet servant de couverture, il achète des terres dans différents pays - par exemple en Bolivie - et construit des barrages afin de s'approprier l'eau du pays sur ses terres, et de facturer ensuite à un prix démesuré les contrats de distribution d'eau potable au gouvernement en place. Il n'hésite pas à faire placer un autre homme à la tête d'un pays si le gouvernement précédent n'accepte pas ses contrats. James Bond fait exploser l’hôtel où la transaction à lieu et abandonne Greene dans le désert avec un bidon d'huile. Selon M, il aurait été retrouvé mort dans le désert, deux balles dans la nuque et l'estomac rempli d'huile de moteur.
- Tiago Rodriguez, alias Raoul Silva (Skyfall)
  - Ancien agent du MI6 devenu cyber-terroriste, il nourrit une grande rancœur envers M qui l'a abandonné aux autorités chinoises en 1997, lors de la rétrocession de Hong Kong. Silva est capturé par Bond sur l'île de Ha-shima et rapatrié à Londres. Mais sa capture était calculée et Silva s'échappe. Son plan pour tuer M est néanmoins contrecarré par James Bond qui se réfugie dans son manoir natal Skyfall avec elle. Retrouvant la trace de M, Silva attaque finalement le manoir pour l'éliminer, arrive à ses fins puis se fait lui-même tuer par James Bond.

Hommes de main
- Mr. White (Casino Royale, Quantum of Solace, Spectre)
  - Tout porte à croire qu'il est le représentant ou l'homme de main de l'organisation, en partie responsable de la mort de dizaines de personnes. Il se suicidera avec le Walther PPK de James Bond.
- Elvis (Quantum of Solace)
  - Homme de main de Dominic Greene. Il meurt brûlé en Bolivie.
- Kratt (Casino Royale)
  - Homme de main du Chiffre. Il est abattu hors écran par Mr. White juste avant son employeur.
- Yusef Kabira (Quantum of Solace)
  - Français d'origine algérienne, il s'est servi de Vesper Lynd en la séduisant pour reprendre la mallette d'argent en faisant croire qu'il s'était fait enlever par l'organisation du Chiffre ; il sera retrouvé par James Bond à Kazan, en Russie en tentant de séduire Corinne Veneau, une québécoise employée par les services secrets canadiens. Après avoir été interrogé par Bond, Kabira est arrêté par le MI6.
- Craig Mitchell (Quantum of Solace)
  - Employé du MI6 pendant 8 ans dont 5 en tant que garde du corps de M, il est en fait au service de Quantum. Il sera tué par James Bond à Sienne après avoir tenté de tuer M et Bond.
- Edmund Slate (Quantum of Solace)
  - Tueur à gages employé par Greene pour tuer Camille Montes, il est tué par Bond dans sa demeure à Port-au-Prince.
- M. Hinx (Spectre)
  - Homme de main employé par Blofeld pour tuer James Bond, il est tué par Bond qui l'éjecte d'un train au Maroc avec l'aide de Madeleine Swann.

Terroristes
- Alex Dimitrios (Casino Royale)
  - C'est un terroriste connu des services secrets pour de nombreux attentats à la bombe. Il projetait de faire exploser le Skyfleet, un prototype d'avion présenté à l'aéroport de Miami, avec l'aide du Chiffre. Mais avant qu'il puisse le faire, Bond le poignarde.
- Mollaka (Casino Royale)
  - C'est un poseur de bombes et terroriste tué à Madagascar par James Bond alors qu'il tentait de lui échapper. Il était chargé par Dimitrios de commettre l'attentat sur le Skyfleet à Miami.
- Carlos (Casino Royale)
  - Terroriste engagé par Dimitrios en remplacement de Mollaka, il est chargé de faire exploser le Skyfleet à Miami. Poursuivi, affronté et piégé par Bond, il est tué par sa propre bombe.

Tueurs à gages
- Adolph Gettler (Casino Royale)
  - Il tente de prendre la mallette des 100 millions de dollars de la partie de poker mais sera tué par James Bond à Venise.

## Dans la fiction
- Le SPECTRE est parodié dans l'univers de la série de bande dessinée Spirou et Fantasio sous le nom du Triangle. Ce dernier reprend les gimmicks des membres portant des numéros et du chef dont personne ne connait le visage et toujours accompagné par un chat persan, noir dans ce cas.
- Il est aussi parodié dans la série de romans Langelot où l'organisation criminelle est le « SPHINX ».